# Versicherungsmarkt
Der Versicherungsmarkt ist ein Handelsplatz, an dem Versicherungsschutz geboten (Angebot) und nachgefragt wird. Vertraglich werden Versicherungsschutz gegen die kalkulierte Prämie „getauscht“. Dieser Markt ist geprägt durch die Informationslage und die Interessen der Marktbeteiligten.
Die Wissenschaftsdisziplin, die sich mit dem Versicherungsmarkt beschäftigt ist die Versicherungsökonomie.

## Marktteilnehmer
Teilnehmer des Versicherungsmarktes sind:
- Die Versicherungskunden (Versicherungsnehmer)
- Die versicherte Person, die zumeist deckungsgleich (dies aber nicht zwingend) ist mit dem Versicherungsnehmer
- Versicherer (Risikoträger)
- Der Versicherungsvertrieb (Versicherungsvermittler). Gebunden an einen oder mehrere Versicherer, direkt angestellt, über eigene Agenturen oder aber über unabhängige Vermittler, sogenannte Versicherungsmakler (oder auch Makler oder Broker, Versicherungsbroker genannt)
- Die Rückversicherer
- Die Outsourcingpartner der Versicherer (zum Beispiel für Schadenhandling, IT)
- Andere Partner (Ausbildungsinstitute etc.)
- Der Gesetzgeber (im Rahmen der Gesetzgebung mit beispielsweise dem BGB den spezielleren HGB und VVG dem Aufsichtsmaßstab des VAG oder Bereichsregelungen über BetrAVG, EStG u. a.)
- Die Aufsichtsbehörden (beispielsweise mit der Finanzdienstleistungsaufsicht BaFin)
- gesetzliche Versicherungen (bestehend aus vier Säulen: die Gesetzliche Rentenversicherung, die Gesetzliche Krankenversicherung nebst Gesetzliche Pflegeversicherung und die Gesetzliche Arbeitslosenversicherung zur Absicherung der Grundbedürfnisse).

Der Versicherungsmarkt kann in den privaten und industriellen Bereich eingeteilt werden.

## Private Versicherungen
In Deutschland gibt es eine Vielzahl von Versicherungsgesellschaften für Privatkunden, die neben Pflichtversicherungen (z. B. Kfz-Haftpflicht), Sachversicherungen wie Hausrat-/Haftpflicht- oder Unfallversicherungen bzw. Lebens-/Renten-/Berufsunfähigkeits- oder Krankenversicherungen anbieten. Überschneidungen mit gewerblichen Risiken können sich beispielsweise im Lebensversicherungsmarkt ergeben. So im Bereich der Schlüsselkraftversicherung, der Teilhaberversicherung oder auf den Gebieten der betrieblichen Altersvorsorge (z. B.: Direktzusage).

## Gewerbliche Versicherungen
Bei den Versicherungsgesellschaften für industrielle Risiken werden in der Regel Großrisiken aus Handel, Produktion und Kapitalanlage versichert. Dieser Zweig der Versicherung wird wegen seiner Komplexität und Volatilität nur von wenigen, meistens global agierenden Versicherungsgesellschaften oder Konsortien angeboten. Konsortien agieren auch am Lebensversicherungsmarkt für Branchenbereiche wie beispielsweise Metall, Chemie oder das Klinikwesen.

## Veranlassung
Die Sicherheit ist eines der Grundbedürfnisse des Menschen. Das Leben birgt Risiken und Gefahren, die Gesundheit, Leben, Eigentum oder das Vermögen bedrohen können. Aus Unsicherheit über künftige Ereignisse haben sich darum die Menschen von jeher mit Versicherungen „schützen“ wollen. Heute ist in den Industriestaaten ein Leben ohne Versicherungen kaum möglich.
Der Versicherungsmarkt ist ein wichtiger Arbeitgeber des tertiären Sektors in den hochentwickelten Volkswirtschaften und Voraussetzung, gewisse risikoreiche Aktivitäten überhaupt eingehen zu können.

## Versicherungsmärkte einzelner Länder

### Österreich
Die Interessenvertretung der im privaten Versicherungsmarkt Österreichs tätigen Unternehmen ist der 1899 gegründete Verband der Versicherungsunternehmen Österreichs (VVO).
Am österreichischen Versicherungsmarkt lag das Prämienvolumen 2007 bei 15,874 Mrd. €. Dabei war das Prämienaufkommen der Sparten Lebensversicherung mit 7,206 Mrd. € und Schaden-/Unfallversicherung mit 7,184 Mrd. € am höchsten. In der Sparte Krankenversicherung wurden 1,483 Mrd. € vereinnahmt. Innerhalb der Schaden-/Unfallversicherung wurden bei Kfz-Versicherungen (Kfz-Haftpflicht und Kasko) 2,830 Mrd. € Prämieneinnahmen erzielt. Die Versicherungsleistungen des Jahres 2007 betrugen 10,759 Mrd. €.
Die österreichischen Versicherungsunternehmen wiesen zum Stand Ende 2007 Kapitalanlagen in Höhe von 71,175 Mrd. € aus.
In der folgenden Tabelle sind die 10 größten Versicherungsunternehmen Österreichs nach Marktanteil 2007 (Prozentangaben) aufgelistet:
| Pos | Unternehmen             | Marktanteil 2007 | Marktanteil 2006 |
| --- | ----------------------- | ---------------- | ---------------- |
| 1   | Wiener Städtische       | 15,33            | 15,30            |
| 2   | Assicurazioni Generali  | 13,35            | 13,39            |
| 3   | Uniqa Personen          | 7,87             | 7,94             |
| 4   | Uniqa Sach              | 5,86             | 5,91             |
| 5   | Allianz Elementar       | 5,68             | 5,81             |
| 6   | Sparkassen Versicherung | 5,09             | 5,52             |
| 7   | Donau                   | 4,45             | 4,32             |
| 8   | Raiffeisen Versicherung | 4,26             | 4,84             |
| 9   | BA-CA Versicherung      | 3,43             | -                |
| 10  | Wüstenrot               | 3,23             | 3,37             |

### Schweiz
Die Schweizer gehören weltweit zu den bestversicherten Menschen. Gemäß den Statistiken der Swiss Re entfielen 2002 auf 1 Einwohner des Landes umgerechnet 4.900 US-Dollar an Prämien für private Versicherungen. Natürlich muss man bei solchen Vergleichen aufpassen. In Ländern mit großenteils staatlich finanzierter Krankenversicherung oder Altersvorsorge können auch niedrigere Pro-Kopf-Prämien einen ähnlichen Versorgungsgrad bedeuten. In jedem Falle besitzt der Privatkundenmarkt in der Schweiz hohe Durchdringungsraten; fast jeder Haushalt hat bei unterschiedlichen Gesellschaften eine Police. Trotz bereits hoher Durchdringungsraten und hartem Wettbewerb zeigen die Prämien längerfristig steigende Tendenz. Vor allem die Kapital bildenden Lebensversicherungen zur privaten Vorsorge werden nach wie vor als Wachstumsbranche betrachtet.
Die Schweizer Privatassekuranz beschäftigte 2007 85.000 Personen, davon rund 47.000 in der Schweiz und 38.000 im Ausland. Das gesamte Prämienvolumen 2006 betrug 161,8 Milliarden Franken (Inlandgeschäft: 52 Mrd. Franken / Ausland: 109,8 Mrd. Franken). Siehe auch: svv.ch
1885 wurde in der Schweiz das Versicherungsaufsichtsgesetz (VAG) eingeführt. Es dient in erster Linie dem Schutz der Versicherten. Die privaten Versicherungsgesellschaften werden seither vom Bund kontrolliert, einerseits durch Erteilung der Bewilligung zum Geschäftsbetrieb, andererseits durch eine laufende Kontrolle ihrer Versicherungstätigkeit.
Derzeit wird das VAG total revidiert. Die Versicherer erhalten mehr unternehmerischen Spielraum, beispielsweise durch Abschaffung der präventiven Produktekontrolle. An ihre Stelle wird eine verfeinerte und risikobasierte Solvenzkontrolle treten; daneben werden auch weitere wirksame und für den Verbraucher wichtige Aufsichtsinstrumente für Verbesserungen in den Bereichen „Corporate Governance“, Transparenz und Konsumentenschutz geschaffen. Dadurch soll auch in Zukunft der Versicherungsschutz und die Zahlungsfähigkeit der Versicherungsgesellschaften gewährleistet werden.
Mit der Swiss Re stammt der zweitgrößte Rückversicherer der Welt (Nettoprämien 2008: 24,30 Mrd. US-Dollar) aus der Schweiz.

### Türkei
Der türkische Versicherungsmarkt ist ein wachsender Teil der türkischen Finanzindustrie und ist im Wesentlichen durch Kompositversicherungen geprägt auf die im Jahr 2017 rund 87 Prozent der Prämien entfallen, wobei die Kfz-Versicherung den mit Abstand größten Anteil ausmacht. Auf den Lebensversicherungssektor entfallen dagegen nur knapp 12 Prozent. Die Versicherungsdurchdringung ist bislang noch relativ gering, obwohl das Land eine Bevölkerung von 75 Millionen Menschen und einen hohen Anteil unter 30-Jähriger aufweist.
Es gibt 61 Versicherungsgesellschaften in der Türkei. Dazu zählen 37 Kompositversicherer, 4 reine Lebensversicherer und 2 Rückversicherer. Aufgrund der Wachstumschancen sind viele internationalen Player in dem Markt aktiv. Zu den größten Komposit-Versicherern zählen
Allianz Sigorta AŞ, Axa Sigorta AŞ und Mapfre Sigorta AŞ. Wichtigster Vertriebskanal sind bislang Banken über die derzeit mehr als drei Viertel aller Versicherungen – gemessen am Beitragsvolumen – vertrieben werden.
Gemäß dem neuen Präsidialsystem ist die Versicherungsaufsicht dem Präsidenten unterstellt. Die Erdbebendeckung ist Pflicht in der Sachversicherung für private Haushalte, da die Türkei in einer seismisch stark aktiven Zone liegt.

## Belege
1. ↑  Geschäftsergebnisse der Versicherungswirtschaft 2007: Wachstum verbunden mit hohen Zahlungen (Memento des Originals vom 2. August 2008 im Internet Archive)  Info: Der Archivlink wurde automatisch eingesetzt und noch nicht geprüft. Bitte prüfe Original- und Archivlink gemäß Anleitung und entferne dann diesen Hinweis., VVO.
2. ↑  Emanuel Lampert: Auch kleine Versicherer können groß sein. In: Versicherungsjournal, 1. August 2008.
3. ↑  Zahlen und Fakten (Memento des Originals vom 20. Januar 2008 im Internet Archive)  Info: Der Archivlink wurde automatisch eingesetzt und noch nicht geprüft. Bitte prüfe Original- und Archivlink gemäß Anleitung und entferne dann diesen Hinweis. auf svv.ch
4. ↑   Reactions Supplement 2009
5. ↑  https://www.fsa.go.jp/en/glopac/introductory/Turkey.pdf
6. ↑  Reuters/dma: Assekuranzen: Allianz wird zum größten Versicherer der Türkei. In: welt.de. 27. März 2013, abgerufen am 27. Januar 2024.
7. ↑  https://be.invalue.de/d/publikationen/vwheute/2018/11/22/warum-australien-russland-und-die-tuerkei-fuer-versicherer-besonders-schwierig-sind.html